# Plexus venosus vertebralis externus
Plexus venosus vertebralis externus er et stort venenetværk der er fordelt langs hele ydersiden af rygsøjlen. Den anastomoserer med plexus venosus vertebralis internus igennem foramen intervertebrales og dræner hovedsageligt til de tre store centrale venestrukturer der har tætte forløb med rygsøjlen:
- Vena vertebralis i den cervikale del af rygsøjlen[1].
- Venae intercostales i den thorakale del.
- Venae lumbales i den lumbale og sakrale del.